# Будинок дворянського зібрання (Лубни)

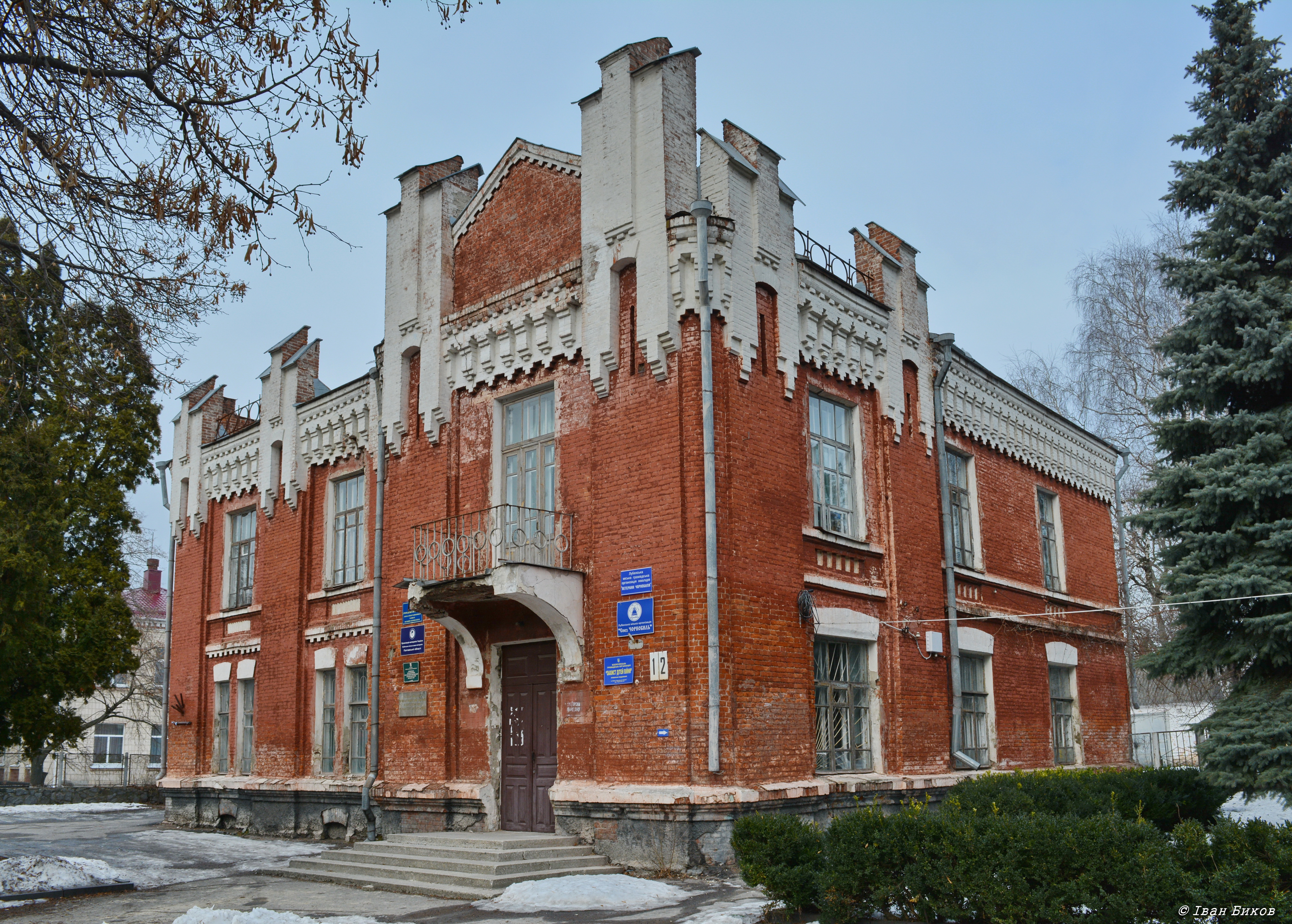
Будинок дворянського зібрання

Будинок дворянського зібрання — пам'ятка архітектури місцевого значення, яка розташована на центральній вулиці міста Лубни — проспект Володимирський, 12. (колишня вул. Радянська, вул. Пирятинська).
Будинок був збудований на початку ХХ століття (деякі джерела наводять дату 1912 р.). Цегляна будівля червоно-білого кольору є зразком неоготики та відома містянам як «Ратуша». Першочергове призначення будівлі — місце проведення офіційних зборів лубенського дворянства. До війни (1941) тут знаходилася бібліотека, в період окупації — готель для німецьких високопосадовців. У повоєнні роки тут знаходився міськвиконком, а нині — цілий ряд громадських та політичних організацій.
У 2008 році будинок колишнього дворянського зібрання (Особняк) — було віднесено до пам'яток культурної спадщини, що не підлягають приватизації (охоронний номер — 259-По). і наразі є однією з 18 місцевих архітектурних пам'яток міста Лубни.